# Enoch Adeboye
Enoch Adejare Adeboye (2 de marzo de 1942) es un pastor nigeriano y supervisor general de la Iglesia cristiana de los redimidos de Dios (Redeemed Christian Church of God) una iglesia pentecostal fundada en 1952 y contando con varios miles de iglesias a través del mundo.
Adeboye obtuvo su B.Sc. en matemática por la Universidad de Nigeria en Nsukka
En 2008, la revista Newsweek ubica el pastor Adeboye en su lista de las 50 personas más influyentes del mundo.